# Awers Bachmacz
Awers Bachmacz (ukr. Футбольний клуб «Аверс» (Бахмач), Futbolnyj Kłub "Awers" (Bachmacz)) – ukraiński klub piłkarski z siedzibą w Bachmaczu, w obwodzie czernihowskim.
W sezonie 1997/98 występował w rozgrywkach ukraińskiej Drugiej Lihi.

## Historia
Chronologia nazw:
- 1992—1995: Ahroserwis Bachmacz (ukr. «Агросервіс» Бахмач)
- 1996—1997: Awers Bachmacz (ukr. «Аверс» Бахмач)

Klub piłkarski Ahroserwis Bachmacz został założony w mieście Bachmacz w 1992 roku i reprezentował miejscowe przedsiębiorstwo o identycznej nazwie. Zespół startował w rozgrywkach mistrzostw i Pucharu obwodu czernihowskiego.
Od początku rozgrywek w niezależnej Ukrainie klub występował w rozgrywkach Mistrzostw Ukrainy spośród zespołów kultury fizycznej. W sezonie 1992/93 zajął 4. miejsce w 3 grupie. W następnym sezonie już był trzecim. Potem powtórzył swoje osiągnięcie. Po roku przerwy w Amatorskiej Lidze w sezonie 1996/97 pod nazwą Awers Bachmacz ponownie startował w Amatorskiej Lidze, gdzie zajął drugie miejsce w 5 grupie i zdobył awans. W sezonie 1997/98 debiutował w rozgrywkach Drugiej Lihi, Grupie W, ale po 8 kolejkach zrezygnował z dalszych rozgrywek na szczeblu profesjonalnym. Klub pozbawiono statusu profesjonalnego, a wyniki anulowano.

## Sukcesy
- Druha Liha:

17. miejsce: 1997/98
- Puchar Ukrainy:

1/32 finału: 1997/98